# Свенский сельсовет (Славгородский район)
Свенский сельсовет (бел. Све́нскі сельсавет) — административная единица на территории Славгородского района Могилёвской области Белоруссии. Административный центр —  агрогородок Свенск.

## История
23 декабря 2009 года из Васьковичского сельсовета в состав Свенского сельсовета переданы населённые пункты Тереховка, Безуевичи.
21 января 2016 года посёлок Дальний упразднён.

## Состав
Свенский сельсовет включает 18 населённых пунктов:
- Безуевичи — деревня.
- Большая Зимница — деревня.
- Вишь — посёлок.
- Вышковка — посёлок.
- Дубовый Лог — посёлок.
- Затишье — деревня.
- Зелёная Роща — деревня.
- Лебедевка — деревня.
- Малая Зимница — деревня.
- Перегон — деревня.
- Прудок — деревня.
- Ректа — агрогородок.
- Ректа-Михайловка — деревня.
- Роги — деревня.
- Свенск — агрогородок.
- Славня — деревня.
- Тереховка — деревня.
- Черняковка — деревня.

Упразднённые населённые пункты:
- Бахань — деревня. Решение Славгородского районного Совета депутатов от 26.02.2002 г. № 15-4;
- Сосновица — посёлок. Решение Славгородского районного Совета депутатов от 10.12.2009 г. № 20-2[3]
- Дальний — посёлок